# سوزان ستيوارت (كاتبة)
سوزان ستيوارت (بالإنجليزية: Susan Stewart) هي عالمة الإنجليزية وصحفية وبروفيسورة وكاتِبة ومترجمة وشاعرة أمريكية، ولدت في 15 مارس 1952 في بنسيلفانيا في الولايات المتحدة.